# تبيك (أرومية)
تبيك هي قرية في مقاطعة أرومية، إيران. عدد سكان هذه القرية هو 97 في سنة 2006.